# Круглица (Вышневолоцкий район)
Круглица — опустевшая деревня в Вышневолоцком городском округе Тверской области.

## География
Находится в центральной части Тверской области на расстоянии приблизительно 38 км по прямой на восток-северо-восток от города Вышний Волочёк.

## История
Была отмечена на карте 1982 года. До 2019 года входила в состав ныне упразднённого Овсищенского сельского поселения Вышневолоцкого муниципального района.

## Население
Численность населения не была учтена как в 2002 году, так и в 2010.